# Neope muirheadii
Neope muirheadii är en fjärilsart som beskrevs av Felder 1862. Neope muirheadii ingår i släktet Neope och familjen praktfjärilar. Inga underarter finns listade i Catalogue of Life.

## Bildgalleri

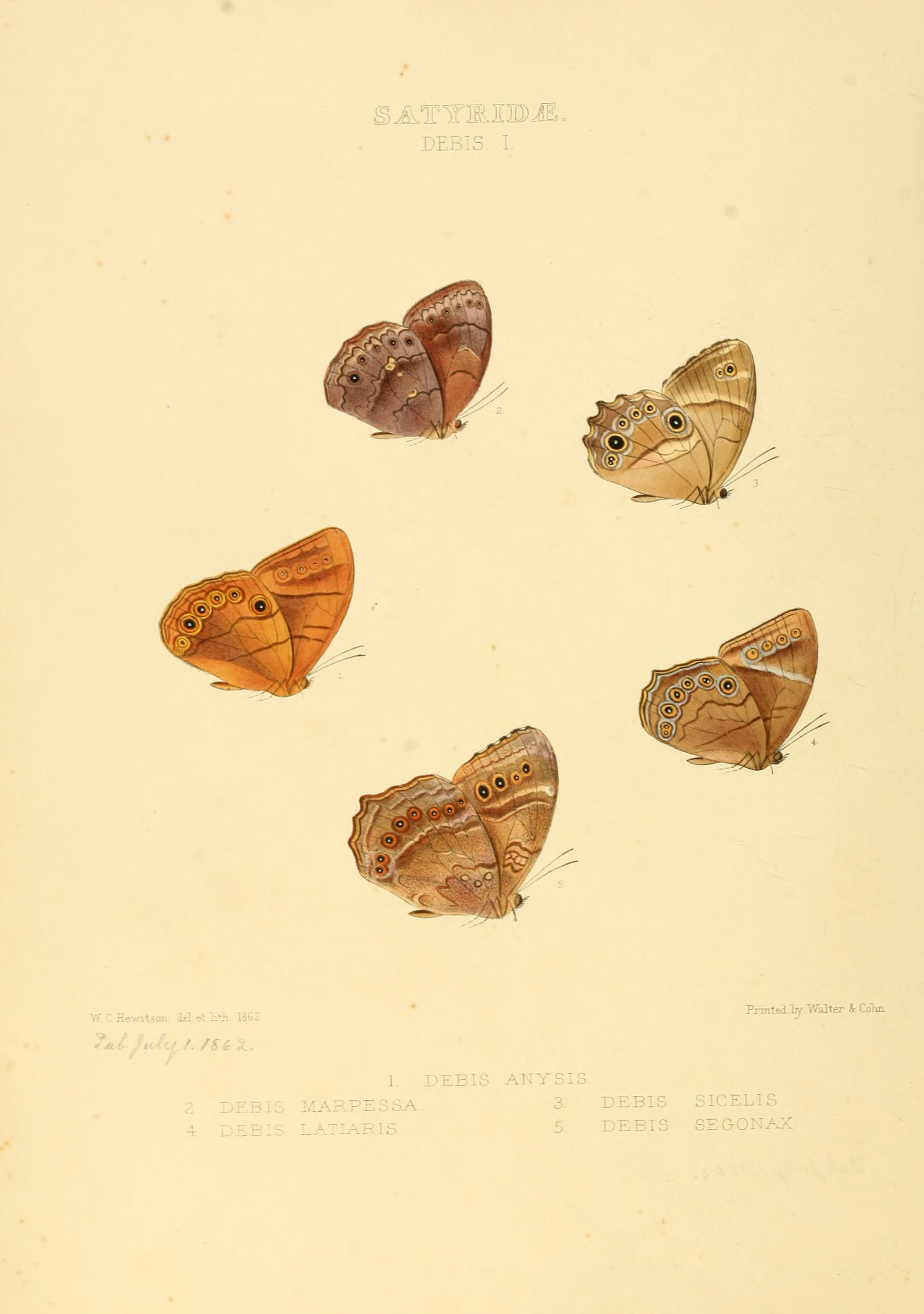